# Szentmihályiné Szabó Mária
Szentmihályiné Szabó Mária (írói neve 1930-ig Szabó Mária, álneve Visontai Mária; Ottomány, 1888. október 31. – Leányfalu, 1982. június 24.) erdélyi magyar újságírónő, írónő.

## Életútja, munkássága
Középiskoláit a debreceni református (Dóczi) Leánynevelő Intézetben kezdte, négy osztály után azonban tanulmányait anyagi okok miatt abba kellett hagynia; széles körű műveltségét, történelmi tájékozottságát, nyelvismeretét autodidakta módon szerezte. Előbb Érmihályfalván, majd Kolozsváron lakott; itt kezdte újságírói pályáját: cikkeit az Ellenzék és az Újság közölte. Strindberg Egy házasság története és Höcker Júlia tanárnő c. regényének fordítását 1919-ben, illetve 1920-ban Budapesten, ill. Debrecenben adták ki.
Első írását, Muszkamenyecskék c. novelláját álnéven jelentette meg az Új Idők (1918/27), a továbbiakat 1920–25 között a Brassói Lapok, az Ellenzék, a Pásztortűz, az Ifjú Erdély, a Nagyvárad és az Újság közölte. A nagyváradi Szigligeti Társaság 1925-ben, az Erdélyi Irodalmi Társaság 1926-ban tagjává választotta; jelen volt a Helikon íróinak első marosvécsi találkozóin is.
Első regénye (Felfelé. Budapest, 1925) önéletrajzi ihletésű: életének azt a küzdelmes szakaszát eleveníti meg, amikor édesapjuk halála után, Érmihályfalvára költözve, a magukra maradt lányoknak kell fenntartaniuk a gazdaságot. „Iszonyú harcot vívtunk a földért és a földdel” – mondja a romantikus lelkületű hősnő, Horváth Ágica. Ugyancsak egy erős lelkű lány a főhőse második regényének (Appassionata. Kolozsvár, 1926) is. Ezekben éppúgy, mint Magamtól másokig c. kötetének (Kolozsvár, 1926. Pásztortűz könyvtár) elbeszéléseiben s későbbi regényei legnagyobb részében női szereplőket állít a középpontba. Az önfeláldozás, a másokról való gondoskodás, az evangéliumi emberszeretet, a társadalom erkölcsi és szociális sebei, a szétszaggatott magyarság problémái iránti érzékenység jellemzi ezeket a finom vonásokkal rajzolt asszonyhősöket. „Szüleim példaadó élete – nyilatkozta évtizedekkel később, 1963-ban – felvértezett a megpróbáltatások ellen. Még ma is véd, ma is oltalmaz. Emlékeken át erősítgeti a boldogság tőlük kapott titkát. Ha a boldogságot szavakba akarom foglalni, ma sem tudok jobbat kívánni magamnak és családomnak, mint édesapánk hitét, édesanyánk örömös munkáját, kettőjük bánatenyhítő lelkének jóságát.” Pintyőke címmel színdarabot is írt (Kolozsvár, 1927).
Magyarországra áttelepülve, még leánykori nevén jelent meg két elbeszéléskötete (Sorsok és akarások. Debrecen 1928 = Csokonai könyvtár és Tót István levele. Budapest, 1928. Koszorú. A Magyar Protestáns Irodalmi Társaság népies kiadványai), később Kolozsváron Háztűznézőben c. regénye (1930) is, majd férjhez menve Szentmihályiné Szabó Mária néven vált a középosztály népszerű írójává, főképp asszonyhősöket a cselekmény középpontjába állító társadalmi és részletgazdag korhűséggel megírt történelmi és életrajzi regényei révén. Az 1930-as évek és az 1940-es évek legeleje életének legtermékenyebb regényírói korszaka.
1944-ben, az ostrom alatt budapesti lakásuk megsemmisült, s ő férjével vidékre, Kékedre költözött, ahol szűkös anyagi körülmények közt éltek. 1969-ben a leányfalusi református szeretetotthon fogadta be, s ennek lakója volt haláláig. Életének ebben a – közel fél évszázadot átfogó – szakaszában egyetlen műve született: Ember születik c. önéletrajzi regénye (Budapest, 1947).
Több regénye angol, német, flamand nyelven is megjelent.

## Főbb művei
- Felfelé! (regény, Budapest, 1925)
- Magamtól másokig (elbeszélés, Kolozsvár, 1926)
- Apassionata (Kolozsvár, 1926)
- Sorsok és akarások (elbeszélés, Debrecen, 1928)
- Háztűznézőben (regény, Kolozsvár, 1930)
- Irén évei (regény, Budapest, 1933)
- Éva (regény, Budapest, 1934)
- Emberé a munka (regény, Budapest, 1935)
- Istené az áldás (regény, Budapest, 1936)
- Lorántffy Zsuzsanna (regény, Budapest, 1938)
- Örök társak (regény, Budapest, 1938)
- Zrínyi Ilona (regény, Budapest, 1939)
- Szabad hazában (regény, Budapest, 1940)
- Az élet muzsikája (regény, Budapest, 1940)
- Magvetők (regény, Budapest, 1941)
- Érik a vetés (regény, Budapest, 1942)
- Aratás (regény 1943)

## Társasági tagság
- Erdélyi Irodalmi Társaság
- Szigligeti Társaság
- Petőfi Társaság
- Ráskai Lea Irodalmi Társaság
- Pen Club